# Кадиївська сільська рада (Кам'янець-Подільський район)
Ка́диївська сільська́ ра́да — адміністративно-територіальна одиниця та орган місцевого самоврядування в Кам'янець-Подільському районі Хмельницької області. Адміністративний центр — село Кадиївці.

## Загальні відомості
Кадиївська сільська рада утворена в 1922 році.
- Територія ради: 43,03 км²
- Населення ради: 1 909 осіб (станом на 2001 рік)
- Територією ради протікає річка Жванчик

## Населені пункти
Сільській раді були підпорядковані населені пункти:
- с. Кадиївці
- с. Суржа

## Склад ради
Рада складалася з 16 депутатів та голови.
- Голова ради: Мартинюк Валентина Іванівна

### Керівний склад попередніх скликань
| Прізвище, ім'я, по батькові | Основні відомості                                                                                  | Дата обрання | Дата звільнення |
| --------------------------- | -------------------------------------------------------------------------------------------------- | ------------ | --------------- |
| Мартинюк Валентина Іванівна | Сільський голова, 1960 року народження, освіта вища, член Всеукраїнського об'єднання «Батьківщина» | 26.03.2006   | 31.10.2010      |
| Мартинюк Валентина Іванівна | Сільський голова, 1960 року народження, освіта вища, позапартійна                                  | 31.10.2010   |                 |

Примітка: таблиця складена за даними сайту Верховної Ради України

### Депутати
За результатами місцевих виборів 2010 року депутатами ради стали:

#### За суб'єктами висування
| Суб'єкт висування      | Кількість обраних депутатів | %    |
| ---------------------- | --------------------------- | ---- |
| Самовисування          | 15                          | 93,8 |
| Аграрна партія України | 1                           | 6,3  |

#### За округами
| № округу               | Прізвище, ім'я, по батькові     | Дата визнання обраним | Освіта             | Партійна приналежність       | Відомості про обраного депутата                                         |
| ---------------------- | ------------------------------- | --------------------- | ------------------ | ---------------------------- | ----------------------------------------------------------------------- |
| Аграрна партія України |                                 |                       |                    |                              |                                                                         |
| 9                      | Балан Володимир Іванович        | 05.11.2010            | вища               | член Аграрної партії України | Кадиївське лісництво, лісник                                            |
| Самовисування          |                                 |                       |                    |                              |                                                                         |
| 1                      | Шевцова Валентина Станіславівна | 05.11.2010            | вища               | позапартійна                 | загальноосвітня школа І-ІІІ ст., завуч                                  |
| 2                      | Мосорик Олександр Стахійович    | 05.11.2010            | вища               | позапартійний                | «Авіс», заступник директора                                             |
| 3                      | Чудла Наталія Миколаївна        | 05.11.2010            | вища               | позапартійна                 | Дитячий садок, вихователь                                               |
| 4                      | Яцентюк Василь Павлович         | 05.11.2010            | вища               | позапартійний                | ТЗОВ «Фібекс», інженер-механік                                          |
| 5                      | Чабарук Катерина Миколаївна     | 05.11.2010            | вища               | позапартійна                 | Кадиївська сільська рада, секретар                                      |
| 6                      | Куцик Людмила Василівна         | 05.11.2010            | вища               | позапартійна                 | Управління праці та соціального захисту населення, соціальний працівник |
| 7                      | Міщишина Інна Анатоліївна       | 05.11.2010            | вища               | позапартійна                 | Дитячий садок, вихователь                                               |
| 8                      | Задорожна Олена Олександрівна   | 05.11.2010            | вища               | позапартійна                 | загальноосвітня школа І-ІІІ ст., вчитель                                |
| 10                     | Черненко Олеся Іванівна         | 05.11.2010            | вища               | позапартійна                 | Кам'янець-Подільський міськвиконком, архітектор-дизайнер                |
| 11                     | Худякова Тетяна Василівна       | 05.11.2010            | середня спеціальна | позапартійна                 | Кадиївська лікарська амбулаторія, фельдшер                              |
| 12                     | Брензей Ганна Василівна         | 05.11.2010            | вища               | позапартійна                 | Кадиївська сільська рада, головний бухгалтер                            |
| 13                     | Чабарук Тетяна Миколаївна       | 05.11.2010            | вища               | позапартійна                 | приватний підприємець                                                   |
| 14                     | Корбут Тетяна Іванівна          | 05.11.2010            | вища               | позапартійна                 | тимчасово не працює                                                     |
| 15                     | Чорний Сергій Миколайович       | 05.11.2010            | середня спеціальна | позапартійний                | Суржанський клуб, завідувач клубом                                      |
| 16                     | Макарова Олена Вікторівна       | 05.11.2010            | вища               | позапартійна                 | Видавництво ОІЮМ, редактор-бухгалтер                                    |